# 1788 en santé et médecine
| Années de la santé et de la médecine : 1785 - 1786 - 1787 - 1788 - 1789 - 1790 - 1791    |
| Décennies de la santé et de la médecine : 1750 - 1760 - 1770 - 1780 - 1790 - 1800 - 1810 |

Cet article présente les faits marquants de l'année 1788 en santé et médecine.

## Événements
- Le 17 mai, en France, Jean François Coste (1741-1819) est nommé premier médecin des armées et membre du conseil de santé des armées[1] puis :
- Le 18 mai, établissement d'un conseil d'administration et d'un conseil de santé pour les hôpitaux militaires[2] où est nommé Paul-Joseph Barthez (1734-1806)[3].

Sans date
- Des médecins montrent qu’un chien affaibli par une hémorragie est réanimé par une injection de sang[4].

## Publication importante
- Tenon fait publier son Mémoire sur les hôpitaux de Paris[5].

## Prix
- Médaille Copley : Charles Blagden (1748-1820)[6].

## Naissances
- bapt. 18 mars : Karl Wilhelm Flügel, (mort le 5 juin 1857), médecin suisse.
- 10 août : Jean Lugol (mort en 1851 à 63 ans), médecin français.
- 12 septembre : Charlotte von Siebold (morte en 1859), deuxième femme docteur en médecine d'Allemagne, après Dorothée Christiane Erxleben (1715-1762), trois générations plus tôt.
- 21 décembre : Thomas Southwood Smith (mort en 1861 à 72 ans), un des premiers médecins de santé publique.
- 29 décembre : Antoine Jourdan (mort en 1848 à 59 ans), chirurgien attaché à la garde impériale.

## Décès

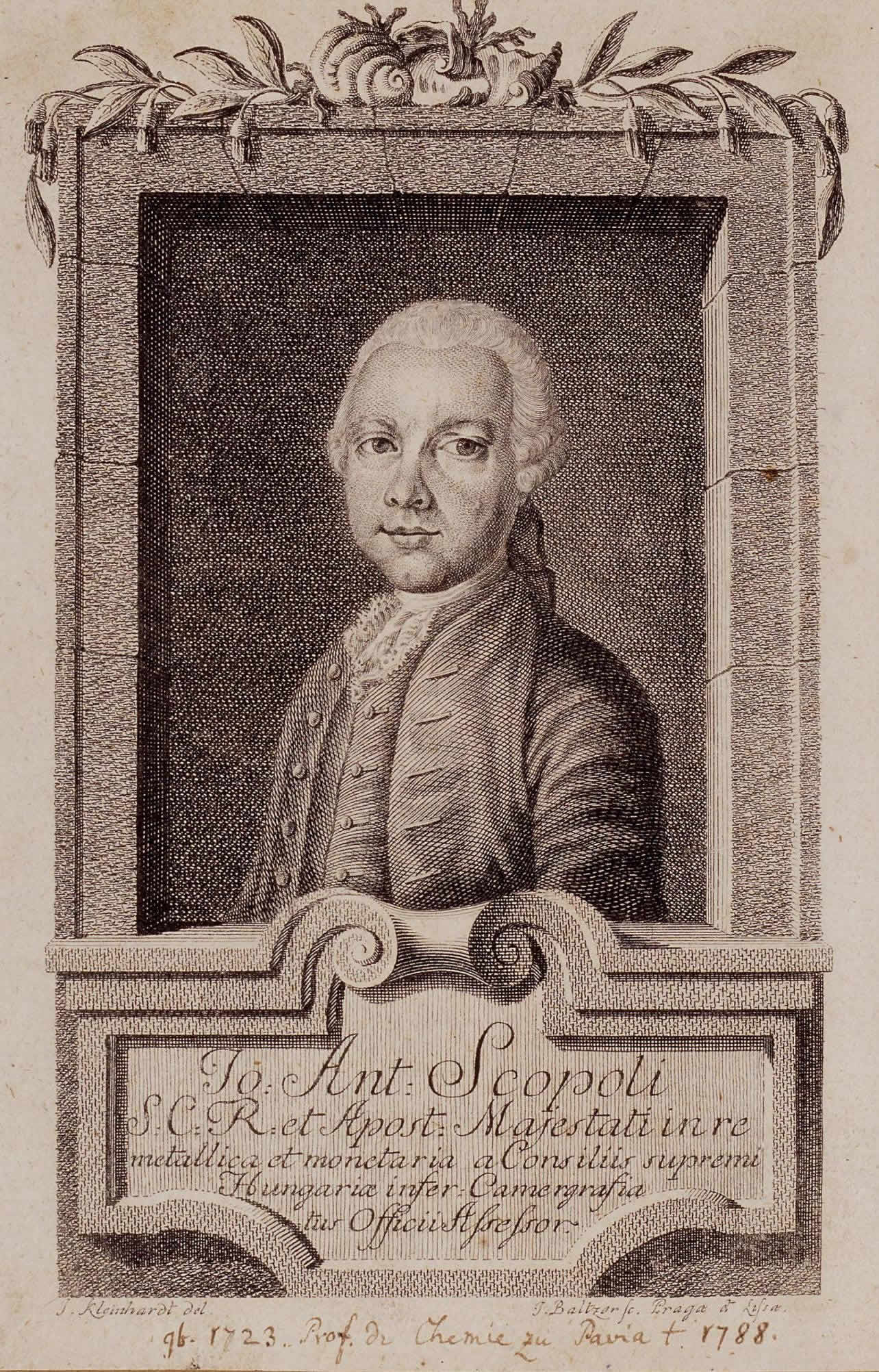
Giovanni Antonio Scopoli

- 20 mars : François Poulletier de La Salle (né en 1719), médecin et chimiste français.
- 22 mars : Maximilian Stoll (né en 1742),  médecin allemand.
- 8 mai : Giovanni Antonio Scopoli (né en 1723), médecin et naturaliste austro-italien[7].
- 10 décembre : Joseph-Marie-François de Lassone (né en 1717), médecin français.
- 22 décembre : Percivall Pott (né en 1714), chirurgien anglais.
- Sans date
  - Nicolas Éloy (né en 1714), médecin et historien belge.